# Mark Phillips
Mark Anthony Peter Phillips, (født 22. september 1948) er en britisk hestesportsmand og olympisk medaljevinder. Han var Prinsesse Anne af Storbritanniens første mand. 

## Karriere
Phillips var officer i kavaleriet. Da han trådte ud af hæren i 1978, havde han rang som kaptajn. 
Phillips vandt guld ved Sommer-OL 1972 i München. Han vandt sølv ved Sommer-OL 1988 i Seoul. 

## Første ægteskab
I 1973 giftede Mark Phillips sig med Prinsesse Anne af Storbritannien. Han blev dermed dronning Elizabeth 2. af Storbritanniens første svigerbarn. 
Parrets to børn har arveret til tronen. Dronningens andre børnebørn har titler, men pga. Mark Phillips' manglende titel har prinsesse Anne og Mark Phillips' børn ingen. 
I 1987 fik Anne titlen The Princess Royal, og hun blev ikke længere tiltalt fru Mark Phillips. Parret blev separeret i 1989 og skilt i 1992.

## Børn
Prinsesse Anne og Mark Phillips har to børn: 
- Peter Mark Andrew Phillips, født 1977, dronningens ældste barnebarn, gift med Autumn Kelly i 2008. Peter Phillips var den første af dronningens børnebørn, der giftede sig.
  - Savannah Phillips, født 2010, datter af Peter og Autumn, er dronningens første oldebarn.
  - Isla Elizabeth Phillips er født 2012 som datter af Peter og Autumn.
- Zara Anne Elizabeth Phillips Tindall, født 1981, dronningens næstældste barnebarn, gift med rugby-spilleren Mike Tindall den 30. juli 2011. Zara Tindall var det tredje af dronningens børnebørn, der giftede sig.

Uden for ægteskab har Mark Phillips datteren Felicity (født i 1985). 

## Andet ægteskab
1. februar 1997 giftede Mark Phillips sig med Sandy Pflueger. Senere samme år fik parret datteren Stephanie.

## Udmærkelser
Phillips er tildelt Victoriaorden. 